# Mighty Max (giocattoli)
Mighty Max è una serie di giocattoli fabbricati nel 1992, nel Regno Unito, dalla ditta Bluebird Toys, concepiti per un giovane pubblico maschile. In Canada e negli Stati Uniti, questa linea venne distribuita dalla Irwin Toy e dalla Mattel.
I giochi sono stati adattati in una serie televisiva animata, fumetti e un videogioco per la console Super Nintendo e Sega Mega Drive.

## Linea di giocattoli
La linea di giocattoli originale è formata da due filoni: Gusci orribilosi (Doom Zone) e Mini gusci orribilosi (Horror Heads). Le "Doom Zone" si presentano come piccoli "scenari a forma di guscio", a tema horror, all'interno dei quali sono collocate miniature di creature mostruose e minacciose e, a contraltare, l'eroe principale Max, un giovane ragazzo con i capelli biondi, jeans, t-shirt e un berretto da baseball. Le "Horror Heads", più piccole, contengono teste di creature mostruose e altre figure in miniatura.

## Serie televisiva
Nel 1993 fu creata una serie animata statunitense basata sui giocattoli. Dopo essere andata in onda la linea di giocattoli si arricchì di nuovi personaggi, tra cui Virgil e Norman e altri playset basati sugli episodi della serie.